# MRNA

Dojrzały eukariotyczny mRNA składa się z czapeczki na końcu 5′, obszaru 5′ niepodlegającego translacji (5′UTR), sekwencji kodującej, obszaru 3′ niepodlegającego translacji (3′UTR) i ogona poli-A

mRNA (od ang. messenger RNA), informacyjny RNA, matrycowy RNA, przekaźnikowy RNA – rodzaj kwasu rybonukleinowego (RNA), którego funkcją jest przenoszenie informacji genetycznej o sekwencji poszczególnych polipeptydów z genów do aparatu translacyjnego. Tak jak wszystkie rodzaje RNA, mRNA powstaje na matrycy DNA podczas transkrypcji.
Cząsteczki mRNA po przyłączeniu się do rybosomów stanowią matrycę do syntezy polipeptydów, w której kolejne trójki nukleotydów mRNA (tzw. kodony) są rozpoznawane przez odpowiednie fragmenty (tzw. antykodony) cząsteczek tRNA transportujących aminokwasy, dzięki czemu w procesie translacji powstaje właściwa sekwencja peptydu.

## Przebieg kodowania mRNA
- U prokariontów ma od końca 5' niekodujące sekwencje liderowe (mogące regulować ekspresję genów), bogata w zasady purynowe sekwencja Shine-Dalgarno (rozpoznawana przez 16S rRNA), po której znajduje się kodon startowy AUG (rzadziej GUG), który jest rozpoznawany przez specyficzny tRNAf, niosący N-formylometioninę – aminokwas początkujący każdą biosyntezę białka bakteryjnego[5]. Po kodonie startowym znajduje się rejon kodujący zakończony kodonem terminacyjnym[6] (UAA, UAG, UGA nie kodują żadnego aminokwasu)[7]. Translacja może zacząć się jeszcze w trakcie transkrypcji[8].

- U eukariontów w wyniku transkrypcji powstaje niedojrzałe pre-mRNA, zawierający sekwencje kodujące – eksony i niekodujące – introny. Zaraz po rozpoczęciu transkrypcji, na końcu 5' dodawana jest czapeczka, a podczas terminacji transkrypcji, w większości przypadków dodawany jest ogon poli-A na końcu 3′. W trakcie transkrypcji rozpoczyna się już obróbka posttranskrypcyjna pre-mRNA, w trakcie której wycinane są introny (splicing) i dochodzi do połączenia eksonów[9][10]. Tak powstały dojrzały mRNA jest transportowany z jądra do cytoplazmy, gdzie jest matrycą do syntezy białka[10]. Nie zawiera on sekwencji Shine-Dalgarno, ponadto u eukariontów nie występuje N-formylometionina, a pierwszym aminokwasem powstających białek jest niemodyfikowana metionina. Miejsce startowe to wyłącznie sekwencja AUG[11].

Niepotrzebny lub uszkodzony mRNA jest degradowany przez rybonukleazy. Regulacja czasu półtrwania mRNA w komórce jest jednym z poziomów kontroli ekspresji genu. U bakterii czas półtrwania cząsteczki mRNA wynosi od kilku sekund do ponad godziny. U ssaków czas półtrwania cząsteczki mRNA wynosi od kilku minut do dni. Cząsteczka mRNA może zawierać sekwencje, które wpływają na jej stabilność poprzez wiązanie specyficznych białek. Na stabilność mRNA wpływa także obecność modyfikacji potranskrypcyjnych (czapeczka, ogon poli-A). Również związanie się cząsteczki mRNA z siRNA lub miRNA może być sygnałem do jej degradacji.

## mRNA monocystronowy i policystronowy
Cząsteczka monocystronowego mRNA zawiera informację genetyczną o jednym tylko łańcuchu polipeptydowym, co charakteryzuje większość cząsteczek mRNA eukariontów. Z kolei mRNA policystronowy zawiera na pojedynczej nici informację o kilku białkach, które podlegają normalnej translacji. Taki mRNA jest powszechny u bakterii i bakteriofagów. mRNA policystronowy jest efektem, między innymi, transkrypcji genów wchodzących w skład jednego operonu.
W przypadku nici mRNA kodującej dokładnie dwa białka używa się czasem terminu „mRNA dwucystronowy”.